# Ses Salines
Ses Salines település Spanyolországban, a Baleár-szigeteken. Ses Salines Santanyí és Campos községekkel határos. Lakosainak száma 5129 fő (2024).

## Népesség
A település népessége az elmúlt években az alábbi módon változott:
| Lakosok száma | 3478 | 4151 | 4502 | 5270 | 5272 | 5050 | 4895 | 4960 | 5010 | 5129 |
|               | 2001 | 2004 | 2006 | 2009 | 2011 | 2014 | 2016 | 2019 | 2021 | 2024 |